# Pierres y Magalona
Pierres de Provenza y la linda Magalona es el nombre de una novela caballeresca escrita por el canónigo Bernardo de Treviez.  
Era ya muy leída en tiempos de Francesco Petrarca y fue publicada en español enlibro de Burgos y Sevilla en 1519. Esta versión está basada en un texto francés del siglo XV muy difundido por toda Europa. La versión española se reimprimió continuamente hasta el siglo XVIII, de forma que llegó a transformarse en libro de cordel. La novela narra las aventuras y los amores de Pierres, heredero del conde de  Provenza y Magalona, la hija del rey de Nápoles.